# Claire Polin
Claire Polin est une flûtiste, compositrice et musicologue américaine, née le 1er janvier 1926 à Philadelphie et morte le 6 décembre 1995 à Merion en Pennsylvanie. 

## Biographie
Claire Polin naît le 1er janvier 1926 à Philadelphie.
Au conservatoire de sa ville natale, elle étudie la flûte avec William Kincaid et la composition avec Vincent Persichetti. Puis, à la Juilliard School, elle est élève de Peter Mennin avant de travailler avec Roger Sessions et Lukas Foss au Berkshire Music Center de Tanglewood. 
Elle obtient en 1948 un Bachelor of Music, un Master of Music en 1950 et un titre de Doctor of Music en 1955. Lauréate d'une bourse de la MacDowell Colony en 1968, elle reçoit au cours de sa carrière plusieurs prix de l'ASCAP et deux prix internationaux Delta Omicron (en) de composition, en 1953 et 1958.
Entre 1949 et 1964, Claire Polin enseigne la flûte et la composition à l'Université des arts de Philadelphie, ainsi qu'à l'Université Rutgers à partir de 1958, jusqu'en 1991.
Musicienne éclectique, elle écrit et donne des conférences sur la musique galloise, voyage et se produit en Israël, en Russie ou au Japon, notamment.
Comme compositrice, Claire Polin a beaucoup écrit, dans un style moderne souvent empreint de modalités anciennes. Dans ses œuvres, elle use également de techniques instrumentales contemporaines et incorpore à son langage des matériaux folkloriques, des éléments d'écriture atonale et des chants d'oiseaux.
Elle meurt le 6 décembre 1995 à Merion en Pennsylvanie.

## Œuvres
Parmi ses œuvres, figurent notamment :

### Musique symphonique
- Symphonie no 1 (1961)
- Scenes from Gilgamesh pour flûte et orchestre à cordes (1972)
- Symphonie no 2 « Korean » (1976)
- Amphion, pour orchestre (1978)
- Mythos, concerto pour harpe et orchestre à cordes (1982)

### Musique de chambre et instrumentale
- Trois quatuors à cordes (1953, 1959, 1969)
- Sonate pour flûte et piano (1954)
- Structures pour flûte seule (1964)
- Consecutivo pour flûte, clarinette, violon, violoncelle et piano (1964)
- Summer Settings pour harpe seule (1967)
- Cader Idris pour quintette de cuivres (1970)
- The Journey of Owain Madoc, pour quintette de cuivres et percussions (1971)
- Margoa pour flûte seule (1972)
- Makimono I pour flûte, clarinette, violon, violoncelle et piano (1972)
- Makimono II pour quintette de cuivres (1972)
- Sonate pour flûte et harpe (1972)
- Out of Childhood pour piano seul (1972)
- Aderyn Pur pour flûte, saxophone alto et bruit d'oiseaux sur bande magnétique (1973)
- Tower Sonata pour flûte, clarinette et basson (1974)
- Death of Procris pour flûte et tuba (1974)
- Serpentine pour alto seul (1974)
- Telemannicon pour hautbois seul et bande magnétique (1975)
- Laissez sonner ! pour piano seul (1972)
- Klockwork pour saxophone alto, cor et basson (1977)
- Synaulia pour flûte, clarinette et piano (1977)
- Vigniatures pour harpe et violon (1980)
- Felina pour harpe et violon (1981)
- Georgics pour flûte seule (1982)
- Res naturae pour quintette à vent (1982)
- Kuequenaku-Cambriola pour piano et percussion (1982)
- Freltic Sonata pour violon et piano (1986)
- Garden of Earthly Delights pour quintette à vent (1987)
- Regensburg pour flûte, guitare et danseur (1989)

### Musique vocale
- Welsh Bardic Odes pour soprano, flûte et piano (1956)
- Canticles pour voix d'hommes (1959)
- Lorca Songs pour voix et piano (1965)
- Infinito pour saxophone alto, soprano, chœur et récitant (1973)
- Biblical Madrigals pour chœur (1974)
- Windsongs pour soprano et guitare (1977)
- Isaiah Syndrome pour chœur (1980)